# 河島博
河島 博（かわしま ひろし、1930年12月5日 - 2007年4月6日）は、日本の実業家。日本楽器製造株式会社（現在のヤマハ株式会社）の第5代社長。ダイエー副社長、副会長を歴任した。

## 来歴・人物
静岡県浜松市生まれ。名古屋経済専門学校（現名古屋大学経済学部）卒業。
1951年、日本楽器製造入社。1966年取締役、1974年常務、1976年専務を歴任。1977年1月、46歳の若さで日本楽器製造の第5代社長に就任し、過去最高の経常利益を達成する。1980年6月、会長であった川上源一との方針の相違により解任される。
その後、中内㓛に声をかけられ、1982年にダイエーの副社長に就任し「V字改革」を進める。1987年、リッカーの管財人社長に就任。1989年、ダイエー副会長に就任。1997年、ダイエー副会長を退任。
2007年4月6日、肝不全のため死去。享年76。
本田技研工業の第2代社長であった河島喜好は実兄。

## 評伝
- 加藤仁『社長の椅子が泣いている』講談社、2006年。